# マルショヴィツカー・アレーナ
マルショヴィツカー・アレーナ（Malšovická aréna）は、チェコ・フラデツ・クラーロヴェーにあるサッカー専用スタジアム。2023年9月に開場し、FCフラデツ・クラーロヴェーがホームスタジアムとして使用している。

## 概要
フラデツ・クラーロヴェー市街地を流れるオルリツェ川を挟んだ東部に位置している。
建設計画の決定は2021年4月に決議され、2022年2月に着工した。施工はオーストリアとチェコの2社による共同企業体という形が取られ、ウクライナ侵攻による資材・エネルギー価格の高騰によって建設資金は見込みより大幅に超過したものの、2023年9月に無事に竣工した。
竣工前の8月5日には試験的にリーグ戦が行われたが、2023年9月3日に正式にこけら落としが開催され、市長やチェコサッカー協会の副会長らが参列した。また、式典終了後にはチェコ女子代表とボスニア・ヘルツェゴビナ女子代表の親善試合が行われ、2-2の引き分けに終わった。